# Julian Forte
Julian Forte (ur. 1 lipca 1993) – jamajski lekkoatleta specjalizujący się w biegach sprinterskich.
Srebrny medalista mistrzostw Ameryki Środkowej i Karaibów juniorów (2010). W 2012 zajął 8. miejsce w biegu na 200 metrów podczas juniorskich mistrzostw świata. W 2014 wszedł w skład jamajskiej sztafety 4 × 100 metrów, która zdobyła złoto IAAF World Relays. W tym samym roku startował na igrzyskach Wspólnoty Narodów w Glasgow, podczas których biegł w eliminacjach jamajskiej sztafety 4 × 100 metrów. Forte nie znalazł się w składzie na bieg finałowy, a jego koledzy z reprezentacji sięgnęli po złoty medal. Półfinalista światowego czempionatu w Londynie (2017).
Złoty medalista CARIFTA Games.

## Osiągnięcia
| Rok  | Impreza                                           | Miejsce       | Konkurencja             | Lokata     | Wynik         |
| ---- | ------------------------------------------------- | ------------- | ----------------------- | ---------- | ------------- |
| 2010 | Mistrzostwa Ameryki Środkowej i Karaibów juniorów | Santo Domingo | sztafeta 4 × 100 metrów | 2. miejsce | 40,07         |
| 2012 | Mistrzostwa świata juniorów                       | Barcelona     | bieg na 200 metrów      | 8. miejsce | 21,00         |
| 2014 | IAAF World Relays                                 | Nassau        | sztafeta 4 × 100 metrów | 1. miejsce | 37,77         |
| 2014 | Igrzyska Wspólnoty Narodów                        | Glasgow       | sztafeta 4 × 100 metrów | 1. miejsce | 37,58 (elim.) |
| 2015 | Mistrzostwa świata                                | Pekin         | bieg na 200 metrów      | półfinał   | 20,57         |
| 2017 | Mistrzostwa świata                                | Londyn        | bieg na 100 metrów      | półfinał   | 10,13         |
| 2017 | Mistrzostwa świata                                | Londyn        | sztafeta 4 × 100 metrów | –          | DNF           |
| 2019 | IAAF World Relays                                 | Jokohama      | sztafeta 4 × 100 metrów | 6. miejsce | 38,88         |
| 2019 | Igrzyska panamerykańskie                          | Lima          | bieg na 200 metrów      | eliminacje | 21,18         |
| 2019 | Igrzyska panamerykańskie                          | Lima          | sztafeta 4 × 100 metrów | 5. miejsce | 39,01         |
| 2021 | Igrzyska olimpijskie                              | Tokio         | bieg na 200 metrów      | eliminacje | 20,65         |
| 2021 | Igrzyska olimpijskie                              | Tokio         | sztafeta 4 × 100 metrów | 4. miejsce | 37,84         |
| 2025 | World Athletics Relays                            | Kanton        | sztafeta 4 × 100 m      | repasaże   | DNF           |

## Rekordy życiowe
- Bieg na 60 metrów (hala) – 6,48 (2025)
- Bieg na 100 metrów – 9,91 (2017)
- Bieg na 200 metrów – 19,97 (2016)